# O Lápis do Carpinteiro
‘‘O lápis do carpinteiro’’ é um dos romances de maior sucesso do escritor galego Manuel Rivas, foi publicado em 1998, em galego por Edições Xerais e traduzida para o castelhano por Editorial Alfaguara.

## Argumento
Na prisão de Santiago de Compostela, em plena Guerra Civil, um pintor desenha o Pórtico da Glória com um lápis de carpinteiro, refletindo os rostos e a desesperação dos seus companheiros de presídio. O guardião Herbal, o seu futuro assassino, observa-o tudo. A partir desta cena, o ‘‘Lápis’’ de Manuel Rivas conta uma história onde o amor entre o médico republicano Daniel da Barca e Marisa Mallo logra ganhar à desesperação.

## Adaptações do romance

### Ao cine
O filme baseado no livro, dirigido por Antón Reixa e protagonizado por Tristán Ulloa, María Adánez e Luis Tosar foi estreado em 2003 e selecionado para os Prêmios Goya da Academia Espanhola do Cine.
O filme foi ganhador do Premio Mestre Mateo 2003 à melhor longa-metragem, e alguns dos seus protagonistas como Luis Tosar e María Pujalte receberam os Prêmios Mestre Mateo 2003 à melhor interpretação masculina e à melhor atriz de reparto.

### Ao teatro
Também foi adaptada ao teatro pelo grupo Sarabela que a estreou em Ourense em 2000, e que continuaram com uma bem-sucedida gira por toda Galiza e fora dela, superando os 25.000 espectadores, e pela qual receberam 8 Prêmios María Casares.

## Prêmios
A obra foi premiada com os seguinte prêmios:
- Prêmio da Crítica Espanhola 1998.
- Prêmio Arcebispo Xoan de San Clemente 1999.
- Prêmio da Associação de Escritores em Língua galega 1999.
- Prêmio literário 50 Aniversário da Seção belga de Anistia Internacional 2001.